# C-quam am-stereo
I 1993 valgte FCC et analogt system til brug ved stereo over primært mellembølgebåndet: C-QUAM. Systemet er mest anvendt i Nordamerika og især i Canada. Der er nogle få C-QUAM AM-stereo baserede radiostationer/radiosendere i Europa.
C-QUAM blev opfundet i 1977 af Norman Parker, Francis Hilbert, and Yoshio Sakaie og publiceret i et IEEE tidsskrift og er en teknik, som anvender modulationsformen kvadratur amplitude modulation (QAM).
Det danske firma RE Electronics indførte C-QUAM i deres målesendere i 1980erne.
Det var beregnet til det Nordamerikanske marked, hvor AM var meget udbredt pga.
de store afstande.
AM-stereo, hvor C-QUAM var et af systemerne, blev dog aldrig nogen succes. 
Digital stereo kan i dag (2003) opnås på radiofrekvenserne 150-30.000 kHz ved at anvende DRM (Digital Radio Mondiale).

## Teknisk
Motorola er så vidt vides det eneste selskab som har designet chips til modtagelse og dekodning af C-QUAM AM stereo:
- 1996 MC13022A C-QUAM AM stereodekoder-chip (tidligere MC13020)
- 1996 MC13025 Electronically tuned radio front end designet til C-QUAM AM stereo. Har mulighed for Noise Blanker.
  - (1996 MC13030 Dual conversion AM receiver)